# 大隈重信像
大隈重信像（おおくましげのぶぞう）は、東京都新宿区の早稲田大学早稲田キャンパス内にある、大隈重信を顕彰して作られた彫像である。
キャンパスの中央部に設置され同大学の象徴的な存在とされる。本稿では歴代の大隈像についても述べる。

## 概要
大隈重信の全身を表現したオリジナルの立像としては4作が知られている。

### 初代大隈銅像

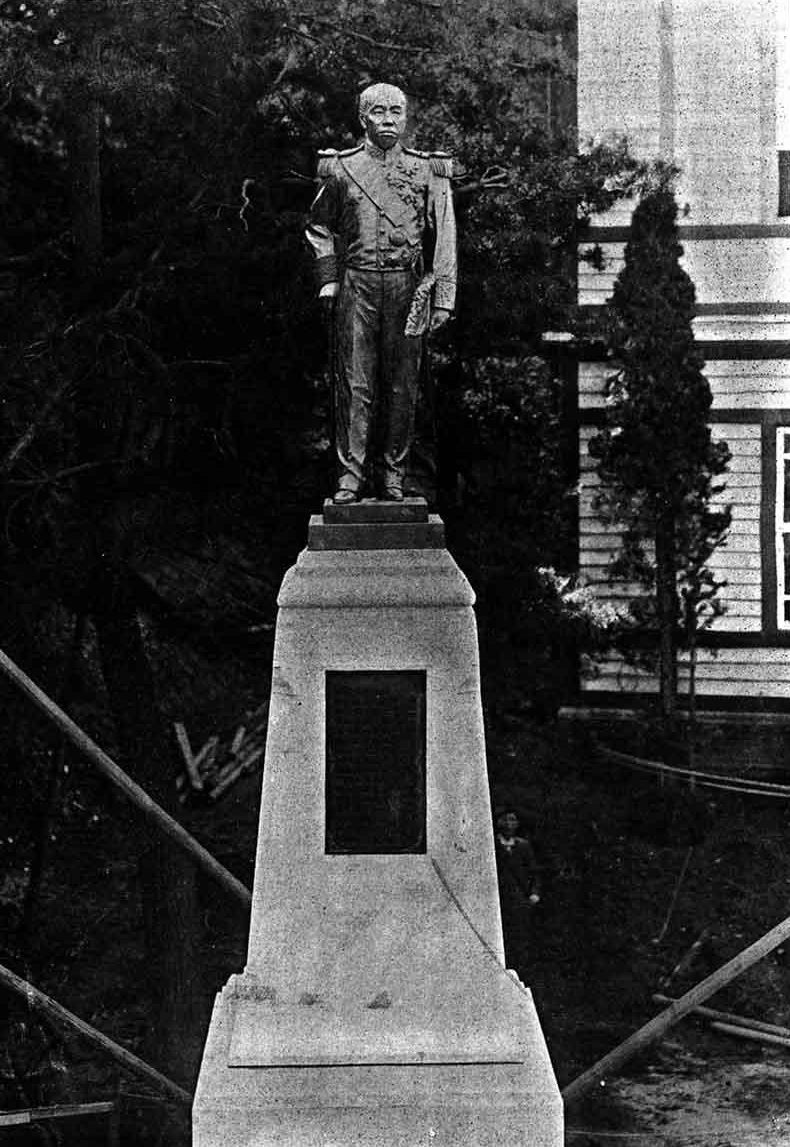
初代大隈銅像

市島謙吉、坂本三郎、塩澤昌貞、増田義一ら大学関係者の発起により、東京専門学校（1902年に早稲田大学と改称）創設25周年及び大隈の古稀を記念して製作された杖を突いた大礼服姿の寿像。制作は小倉惣次郎が受け持ち原型塑像が1901年（明治34年）に完成、鋳造は鈴木長吉によってなされ1903年（明治36年）1月に銅像が完成し、1907年（明治40年）10月15日に当時の早稲田大学中央大広場（現在三代目銅像のある場所）に設置された。同1907年は1月に大隈が憲政本党総理を辞任して政治活動から離れ、4月に大学の要職である総長に初めて就任した年で、東京専門学校を創設したとはいえ開校式にも出席せずに距離を取っていた大隈がより深く関わる節目の年であり、早稲田大学にとっても情勢が変化する時期に該当した。
制作者の小倉は特に大隈の表情の模写に腐心したらしく、殊に彼の目の周辺の再現には注意を行き届かせたという。
この像に対しては設置当初から、そのデザインにより賛否両方の声が有った。三宅雪嶺は創立25周年を記念する『早稲田学報』（1907年11月号）において像を批判する内容の「早稲田の大平民」を寄稿した。そこで三宅は大隈を早稲田伯と呼ぶ声に対して華族のイメージを否定し、大隈は大平民としてのみ認知されていると論じ、また大礼服を着て勲章を身に帯びたこの像に対して怪訝の念を持つ者も居るとされると論を進めた。そして大隈の生涯で最も紀念に値するのは、国務大臣や政党首領としての大隈ではなく大平民としての大隈であり、大隈の記念的銅像を造るのであれば大平民としての大隈でなければならず、断じて勲一等伯爵の正装によって顕すものではないと結論付けた。この様な初代像に対する批判は後世まで存在したという。
一方で1908年（明治41年）2月号に掲載された『中学世界』への投書では「永く記念さるべき」像として取り上げられ、発起人や設置された場所も適切であってまた、存命中に作られた寿像であることに対しても過去の墓碑ではなく未来を見据えたものとして概ね評価されている。
初代像の設置から25年後の1932年（昭和7年）に三代目大隈銅像が制作されると初代像は撤去され、大隈講堂内の北側回廊に移設された。2017年（平成29年）8月に閉室となった早稲田大学大隈記念室には、1901年に小倉が制作した石膏の原型塑像が展示されていた。また、1986年（昭和61年）には初代大隈像の複製が制作され、佐賀県佐賀市の大隈重信記念館に設置されている。

### 二代目大隈銅像

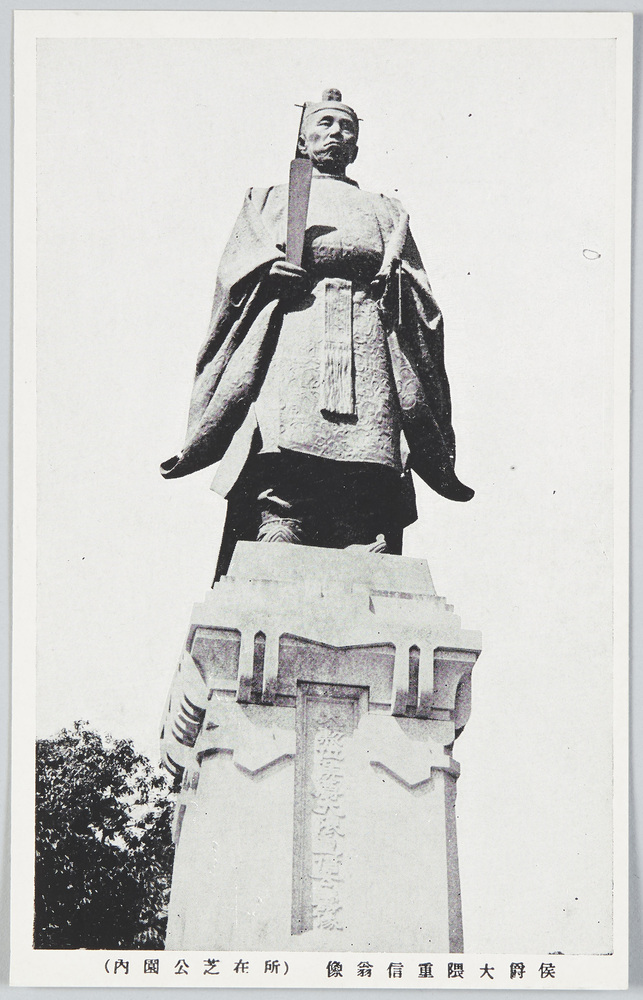
二代目大隈銅像

侯爵大隈重信君寿像建設委員会の発起により製作された衣冠束帯姿の寿像。建設委員会には委員長の北畠治房の他、池田謙三、石橋重朝、牟田口元学、本田義成らが委員として加わった。像は寄附を基として朝倉文夫によって制作され、1916年（大正5年）に芝公園16号地に設置された。同年11月には像の除幕式が催されている。この像の建設計画は1913年（大正2年）春頃に始まった。当初、大隈は野にあったが
大正政変によって同年2月に第3次桂内閣が倒れ、また続いて組閣された第1次山本内閣もシーメンス事件の発覚によって1914年（大正3年）1月に内閣総辞職をする。清浦奎吾が組閣に失敗した後に元老から大隈は首班に任命され、同年4月に第2次大隈内閣を組閣した。同内閣は、第一次世界大戦への参戦、対華21カ条要求、師団増設を行い、1916年10月に総辞職した。即ち二代目銅像の建設計画の真っ只中に第2次大隈内閣の発足と終焉を迎えたのである。
大隈の政治的な立場からこの像の建立計画に対する批判記事も新聞紙上に掲載された。例えば内閣発足直後の1914年7月の読売新聞では、銅像建設計画の発起人の中に山本条太郎、飯田義一、岩原謙三、松田正久らシーメンス事件の関係者が並んでいる事を非難している。また同年12月の読売新聞では、波多野敬直宮相から50圓を詐取したとされる事件を筆頭に、大隈銅像の建立を謳った複数の詐欺事件の存在を報じている。
また、この像のデザインはその製作過程において変更されている。1915年（大正4年）9月に東京市に提出された「銅像建設敷地使用許可願」（委員長北畠治房）では「形状は『フロックコート』直立」とその意匠が明記され、また添付図面においてもフロックコート姿の銅像であることが確認できる。その後の1916年2月に東京市に提出された「伯爵大隈重信君銅像建設敷地ニ関スル追願書」で大隈の意向により衣冠束帯姿の形状に変更されたことが記された。制作者の朝倉によれば、この像は大正天皇即位式の際に内閣総理大臣として出席した大隈を記念すべく束帯姿で作ったが、元来から武張った感のある大隈と大宮人を彷彿させる束帯とを調和させる必要があり、この像は本来の大隈ではなく「薄化粧をした姿を表現した」と述べている。
1922年（大正11年）1月の大隈の死去後もこの像は残されていたが、第二次世界大戦中の金属回収令により供出された為、現存しない。 　

### 三代目大隈銅像

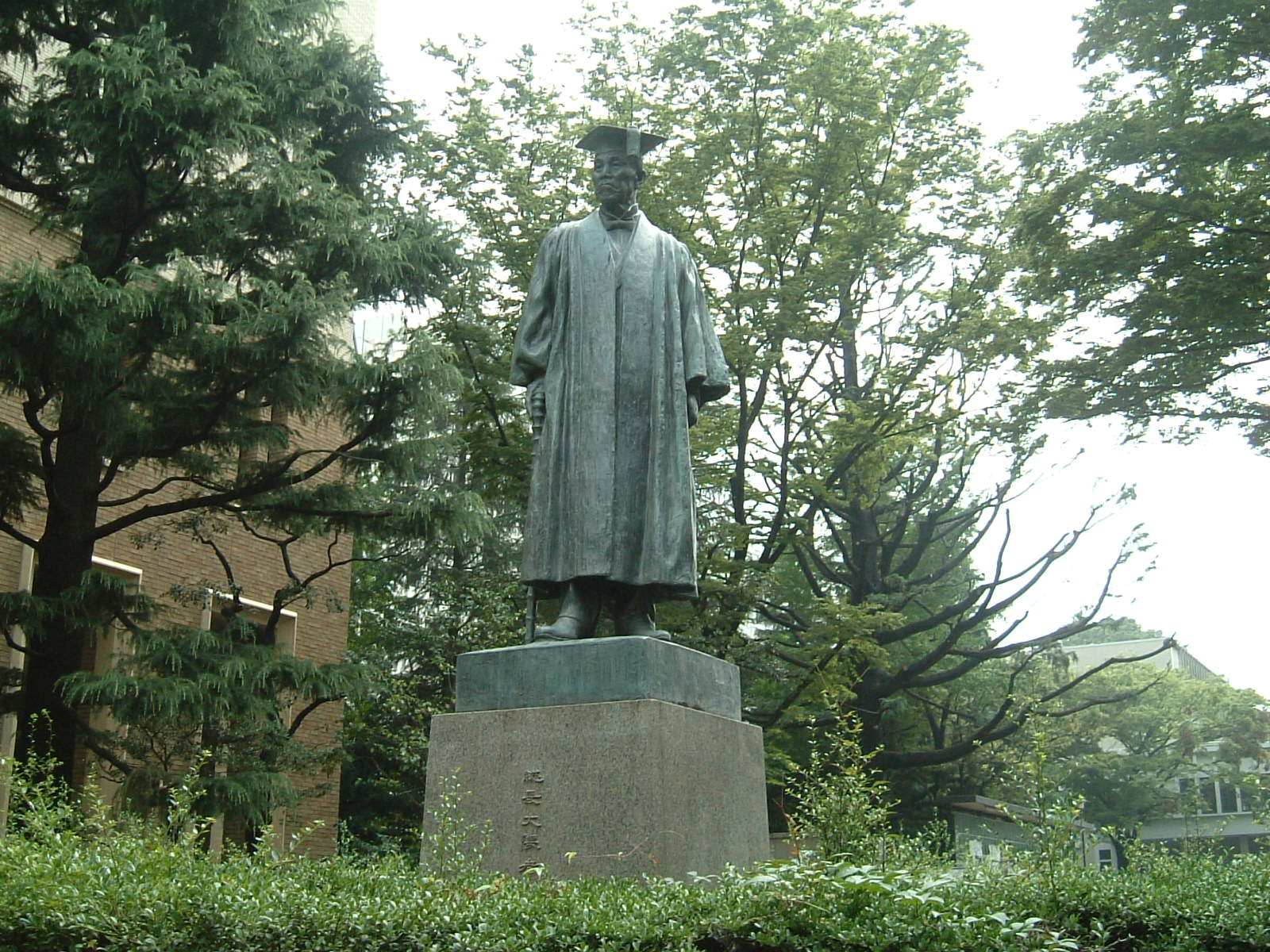
三代目大隈銅像像正面

早稲田大学創設50周年記念及び大隈重信没後10周忌の節目として製作された杖を突きガウンと角帽を着用した平服姿の像。像の制作者は朝倉文夫で彫塑と鋳造を担当し、桜花崗岩製の台石は桐山均一が設計した。像高は289センチメートル、台石の高さは212センチメートル。大隈の壮年期の立像として1932年（昭和7年）10月17日に早稲田大学中央広場に設置された。早稲田大学構内に設置された大隈の立像としては二代目となる。
この像は初代大隈像が官僚や軍人を象徴する大礼服姿であり、建学の精神（早稲田大学教旨）である「学問の独立」に反するもので、大学にはそぐわないという見解により制作が企画された。北畠治房に大隈を紹介された制作者の朝倉は頻繁に早稲田の大隈邸を訪れ交流し、生前の大隈や綾子夫人とは親しい関係にあった。朝倉には「大隈老侯の表情、姿なら五つ六つは直ぐに出来ます。」と述べる様に相当の自負があり、また常々、日常の大隈を表現したいと思っていた。こうした中で早稲田大学からガウン姿の大隈銅像の制作依頼があり、自らの願いを果たすことができたという。そして朝倉は「松方は七十何人の子供を持ってをるが、吾輩には一萬の子供があると言って、赤いガウンを着て、時々諧謔を口にされつゝ得意になってをられたあの姿を表現したのでした。」と早稲田の学生を自身の子供に擬えて得意な顔で語っている大隈を表現したと述べている。

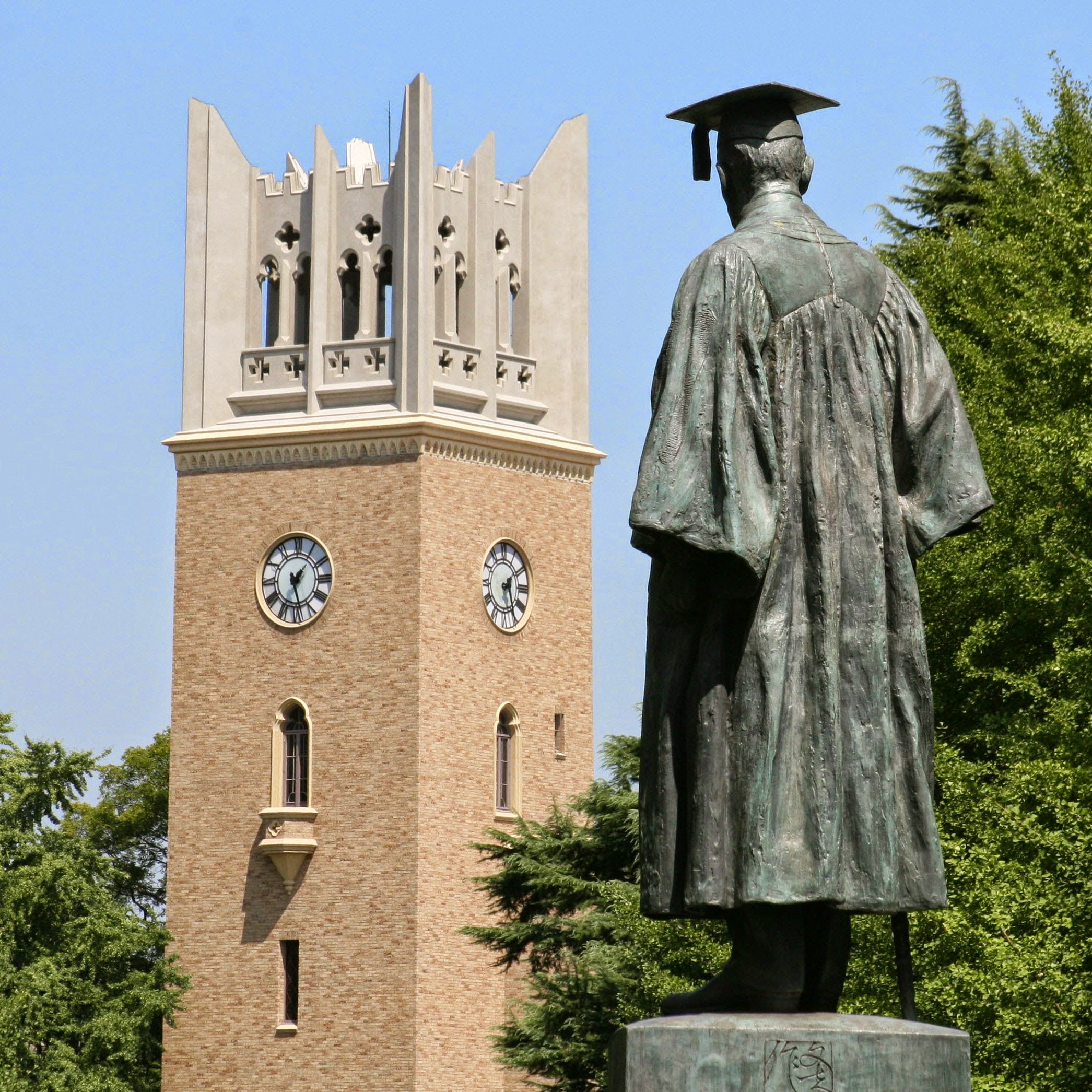
背面

また、この像はその設置位置により像のスタイルの造成に影響を与えている。像は顔だけを正面に向けてその視線は大隈講堂（1927年竣工）を望み、体は右肩を前にして半身に構えた姿勢をとる。朝倉は恩賜記念館と大正天皇御手植樹に背を向けることを憚ったためとその理由を述べている。この植樹は皇太子時代の天皇が1912年（明治45年）5月に早稲田を訪れた際になされたものであった。一方では像が正面を向いていないのは、恐妻家である大隈がその先にある綾子夫人の銅像（の顔色）を窺っているからだとする噂も、さも本当らしく学内では伝えられている。
現在もキャンパスの中央部に設置されており同大学の象徴的な存在とされるが、大学の運営に関する臨時措置法の導入が検討された1969年（昭和44年）5月には、何者かによって「反大学」を訴えたペンキスプレーを吹き掛けられたこともある（早大闘争も参照のこと）。
角帽とガウンを身に纏ったその姿は、早稲田大学入学を目指す多くの学生から羨望の的となっており、文京区の護国寺にある大隈重信墓所とともに合格祈願スポットになっている。受験期には受験生により賽銭が投げ込まれることもあるという。
この像は1987年（昭和62年）3月12日に新宿区指定有形文化財（彫刻）に登録された。また、台東区の朝倉彫塑館では像の原型の複製（像高一丈二尺）が保管されている。

### 四代目大隈銅像
大日本帝国憲法発布50年を記念して製作された杖を突いたフロックコート姿の像。初の政党内閣による首相として顕彰されたもので板垣退助像（原型製作：北村西望）、伊藤博文像（製作：建畠大夢）とともに1938年（昭和13年）に国会議事堂中央広間内に設置され、2月10日に除幕式が催された。制作者は朝倉文夫。

### その他大隈像
2018年（平成30年）から翌年にかけて開催された肥前さが幕末維新博覧会に合わせて製作された佐賀ゆかりの偉人の25名の内の1体として、等身大モニュメントが佐賀県により佐賀市駅前中央の駅前まちかど広場に設置されている。2018年3月3日に除幕式が催された。この像は藩校弘道館で学んでいた頃の大隈を表現しており、髷を結った和装姿のものである。像はアルミ製、原型作者は徳安和博。
また、早稲田大学内の文学部キャンパスや理工学部キャンパス、戸山キャンパス、西早稲田キャンパス及び附属・係属学校内には多数の大隈の胸像が設置されている。

### 註釈
1. 1 2 3  大隈は1889年（明治22年）の遭難により右足の大腿部から下を喪失、以降は義足と杖を常用した[2]。
2. ↑  当初は伯爵である大隈重信の寿像を設置する計画であったが、1916年7月に大隈が侯爵へ陞爵したため変更された[14]。